# Sistema glutamatérgico
El sistema glutamatérgico es el encargado de regular la excitación neurológica en el sistema nervioso humano. Es el sistema mediante el que se transmite el glutamato en el cerebro y el cuerpo humano. El glutamato, también conocido como ácido glutámico, es el neurotransmisor excitatorio más común y está presente en una amplia variedad de funciones cerebrales como la memoria, el aprendizaje y la plasticidad cerebral en la corteza cerebral. Se cree que juega un papel fundamental en enfermedades como el alzheimer, el parkinson, la esquizofrenia o la epilepsia.
El glutamato se produce y se libera por las neuronas glutamatérgicas en el cerebro. Una vez liberado, el glutamato se une a los receptores específicos en las neuronas vecinas, llamados receptores de glutamato, que están ubicados en la membrana celular. Estos receptores son ionotrópicos o metabotrópicos.
El glutamato monosódico (MSG), por otro lado, es una sal de sodio del ácido glutámico que se utiliza como aditivo alimentario para mejorar el sabor umami de los alimentos procesados. El MSG se disocia en glutamato libre en el estómago y es absorbido por el cuerpo para su uso en diferentes procesos biológicos.
Aunque el glutamato se utiliza como aditivo alimentario, es importante señalar que los niveles de glutamato que se utilizan en los alimentos son significativamente más bajos que los niveles que se encuentran en el cerebro y otros tejidos del cuerpo.